# Zohra Ben Miloud
Pour les articles homonymes, voir Ben Miloud.
Zohra Ben Miloud, née le 29 octobre 198? à Villeurbanne (Rhône), est une journaliste française travaillant à France Télévisions.

## Biographie
Zohra Ben Miloud nait à Villeurbanne dans une famille d'origine algérienne. Son père est ouvrier et sa mère femme de ménage. Sa vocation de journaliste se dessine dès l'âge de 7 ans, alors qu'elle regarde Soir 3. 
Elle suit des études de journalisme à Lyon. En 2011, elle part au Liban pour effectuer son stage de trois mois dans une radio. Sur place, elle ambitionne de travailler pour le quotidien francophone L'Orient-Le Jour. Elle n'hésite pas à solliciter une entrevue avec le directeur du journal, Nagib Aoun, et en ressort avec une nouvelle convention de stage. Elle y retourne l'année suivante pour son stage de 6 mois.
Après trois années passées au Proche-Orient, elle doit rentrer en France pour rejoindre ses parents gravement malades. Elle recherche alors un emploi et obtient un poste à France 24. Comme reporter, elle réalise de nombreux reportages lors de missions à l’étranger. En 2023, elle rejoint France Info où elle présente, dès le 6 février, les actualités de la matinale aux côtés de Samuel Étienne, puis Jean-Baptiste Marteau à la rentrée 2023. Elle présente aussi les actualités de 6 h sur France 2.
En mai 2024, elle annonce quitter l'antenne pour quelques mois, sans réelle précision sur la raison de ce départ. France Info indiquera plus tard que la journaliste était enceinte, devant accoucher en juin 2024.